# Constant Troyon
Constant Troyon (Sèvres, 28 de agosto de 1810 - París, 21 de febrero 1865) fue un pintor francés, perteneciente a la Escuela de Barbizon. En 1846 descubre a los grandes paisajistas holandeses del Siglo XVI y a partir de ese momento se dedica a la pintura de paisajes y animales, radicándose en Holanda hasta 1848. Recibió notables influencias de Jules Dupré y Paul Huet, quienes también se relacionaron con la Escuela de Barbizon. Asimismo, como sus amigos de la Escuela, se consagra en el Salón de París de 1855. Fue premiado en el Salón cuatro veces más y obtuvo la Legión de Honor: Napoleón III y Théophile Gautier eran sus admiradores.

## Trayectoria

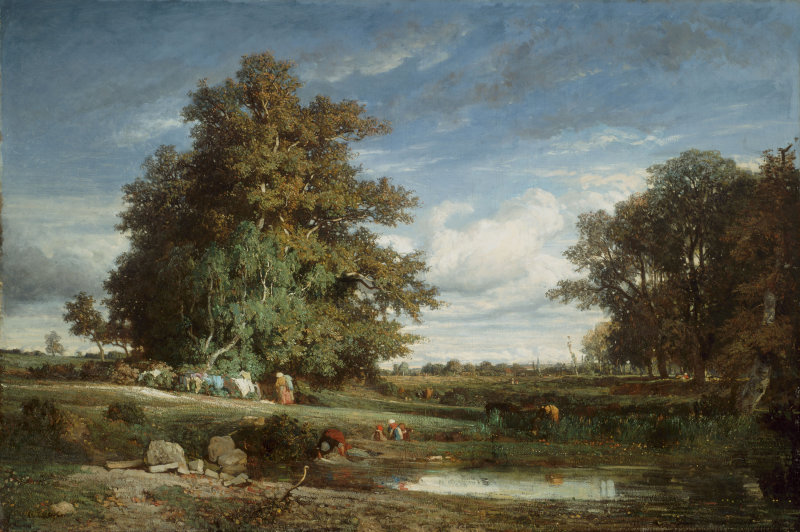
El pantano por Constant Troyon.

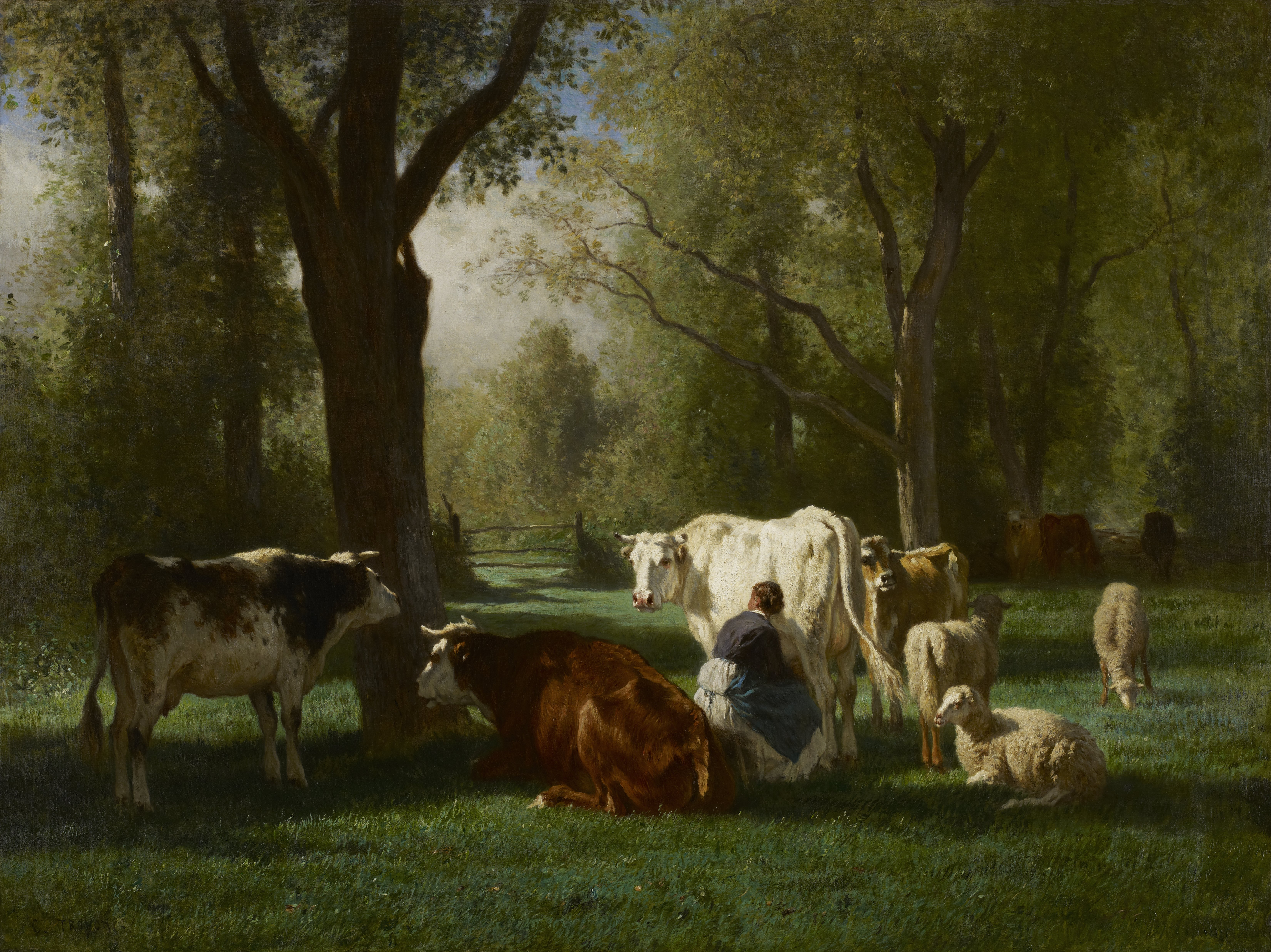
Constant Troyon, Paisaje con ganado y ovejas, 1852-1858. Minneapolis Institute of Arts.

Nació en Sèvres, cerca de París, donde su padre estaba relacionado con la famosa fábrica de porcelana. Troyon entró en los talleres muy joven como decorador, y hasta los veinte años trabajó con asiduidad en los minuciosos detalles de la ornamentación de porcelana; y dominó este tipo de trabajo tan a fondo que pasaron muchos años antes de que pudiera superar sus limitaciones. Cuando cumplió los veintiún años, viajaba por el país como artista y pintaba paisajes mientras duraran sus caudales. Luego, cuando le faltaba dinero, se hacía amigo del primer fabricante de loza que conocía y trabajaba de manera constante en su antiguo oficio de decorador hasta que había acumulado suficientes fondos para permitirle comenzar de nuevo con sus andanzas.
Road in the Woods, circa 1840, Museo Metropolitano de Arte
Troyon era uno de los favoritos de Camille Roqueplan, una artista distinguido, ocho años mayor que él, y se convirtió en uno de sus alumnos después de recibir cierta instrucción de un pintor, ahora bastante desconocido, llamado Alfred Riocreux. Roqueplan presentó a Troyon a Théodore Rousseau, Jules Dupré y los otros pintores de Barbizon, y en sus cuadros entre 1840 y 1847 parecía esforzarse por seguir sus pasos. Pero como paisajista, Troyon nunca habría sido reconocido como un maestro minucioso, aunque su obra de la época está marcada con mucha sinceridad y obtuvo cierto éxito. Cabe señalar, sin embargo, que en uno o dos paisajes puros del final de su vida alcanzó cualidades artísticas del más alto nivel; pero esto fue después de una larga experiencia como pintor de animales, en que sus talento se habían desarrollado completamente.
En 1846 Troyon fue a los Países Bajos y en La Haya vio el famoso "Toro joven" de Paulus Potter. A partir de los estudios que hizo de este cuadro, de los paisajes soleados de Albert Cuyp y de las nobles obras maestras de Rembrandt, pronto desarrolló un nuevo método de pintura, y solo en las obras producidas después de esta época se revela la verdadera individualidad de Troyon. Cuando tomó conciencia de su poder como pintor de animales se desarrolló con rapidez y éxito, hasta que sus obras fueron reconocidas como obras maestras en Gran Bretaña y América, así como en todos los países del continente europeo.
El crítico de arte Albert Wolff escribió sobre este período de Troyon, después de la exposición "Cent Chefs-d'Oeuvres" en París, 1886: "Fue un accidente y un viaje a Holanda lo que le reveló a Troyon su verdadera misión, la de un pintor de animales. de primer rango ... A una distancia de dos siglos Troyon continuó las tradiciones de los célebres pintores de animales holandeses sin imitarlos. Paul Potter iba a encontrar un sucesor digno de él ... Imagínese el asombro al ver los animales de Troyon, con su gran vida, su amplia pincelada en colores profundos y puros, estudiada con una simpatía discriminatoria por cada raza y especie, y moviéndose a través de paisajes de gran calidad. No eran los animales disecados de moda, sino manadas vivientes y en movimiento, estirándose perezosamente bajo el sol, respirando la brisa fresca de la mañana, o acurrucándose juntos cuando se acerca la tormenta".
El éxito, sin embargo, llegó demasiado tarde, porque Troyon nunca creyó en él, e incluso cuando pudo dominar el mercado de varios países, todavía se quejaba en voz alta por la forma en que el mundo lo trataba. Sin embargo, fue condecorado con la Legión de Honor y cinco veces recibió medallas en el Salón de París, mientras que Napoleón III fue uno de sus patrocinadores; y es seguro que tuvo al menos el mismo éxito financiero que sus colegas de Barbizon.
Troyon murió soltero, en París el 21 de febrero de 1865, después de un período de pérdida de intelecto. Fue enterrado en el Cementerio de Montmartre en el barrio de Montmartre de París.

## Reconocimiento
Todos sus cuadros famosos datan del periodo entre 1850 y 1864, siendo su obra anterior de relativamente poco valor. Su madre, que le sobrevivió, instituyó el premio Troyon de dibujos de animales en la École des Beaux Arts. La obra de Troyon es bastante conocida por el público a través de una serie de grandes grabados de sus imágenes. En la Wallace Gallery de Londres se encuentran "Abrevando ganado" y "Ganado en clima tormentoso"; en la Glasgow Corporation Gallery hay un "Paisaje con ganado"; el Louvre contiene sus famosos "Bueyes trabajando" y "Regresando a la granja"; mientras que el Museo Metropolitano de Arte y otras galerías estadounidenses contienen excelentes ejemplos de sus cuadros. Su "Valle de la Toucque, Normandía", es uno de sus grandes cuadros; y en la sala de ventas de Christie en 1902, la Figura de una vaca en un paisaje, de calidad moderada, se vendió por 7.350 libras esterlinas. Émile van Marcke (1827–1891) fue su alumno más conocido.

## Obra seleccionada

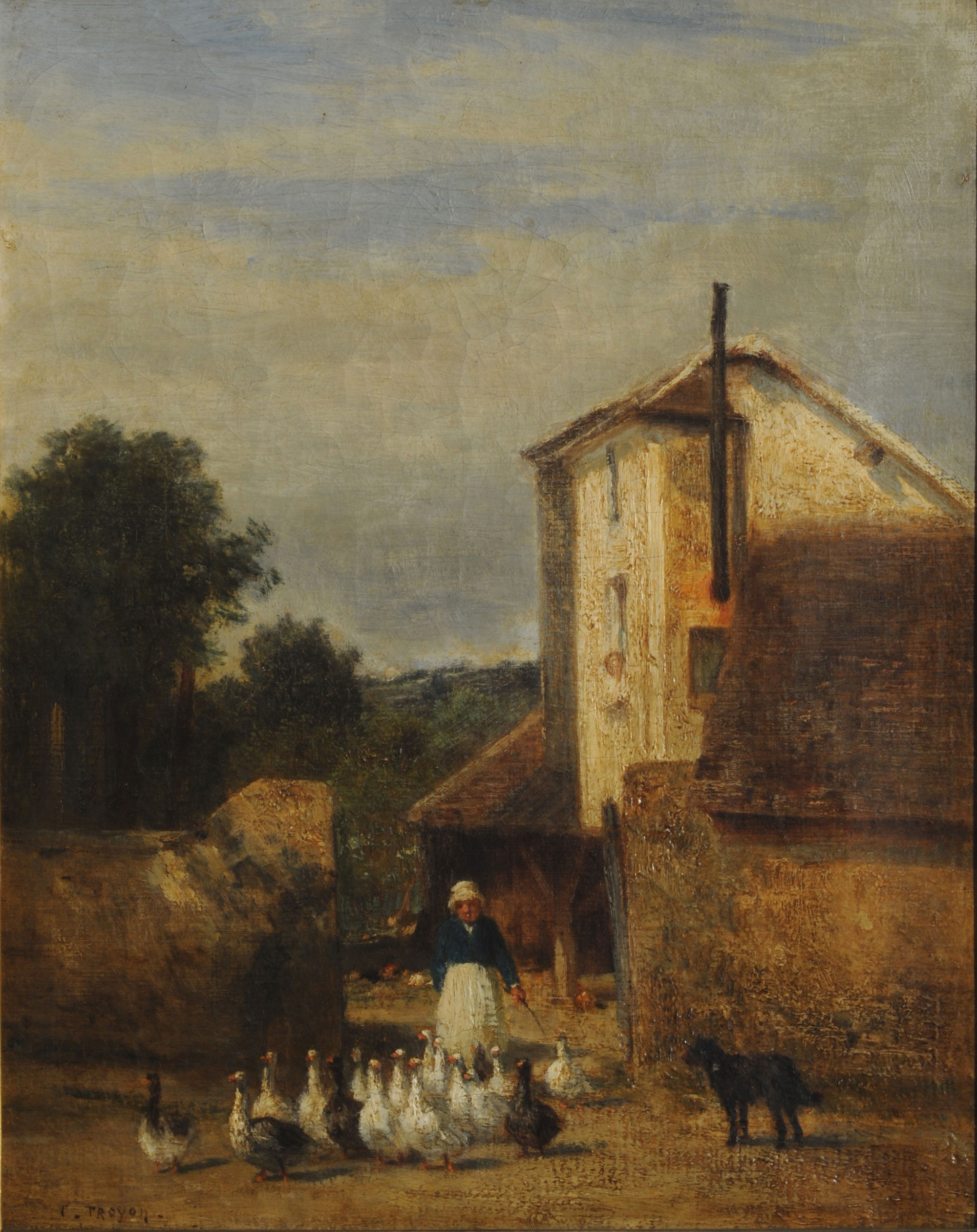
La pastora de ocas.
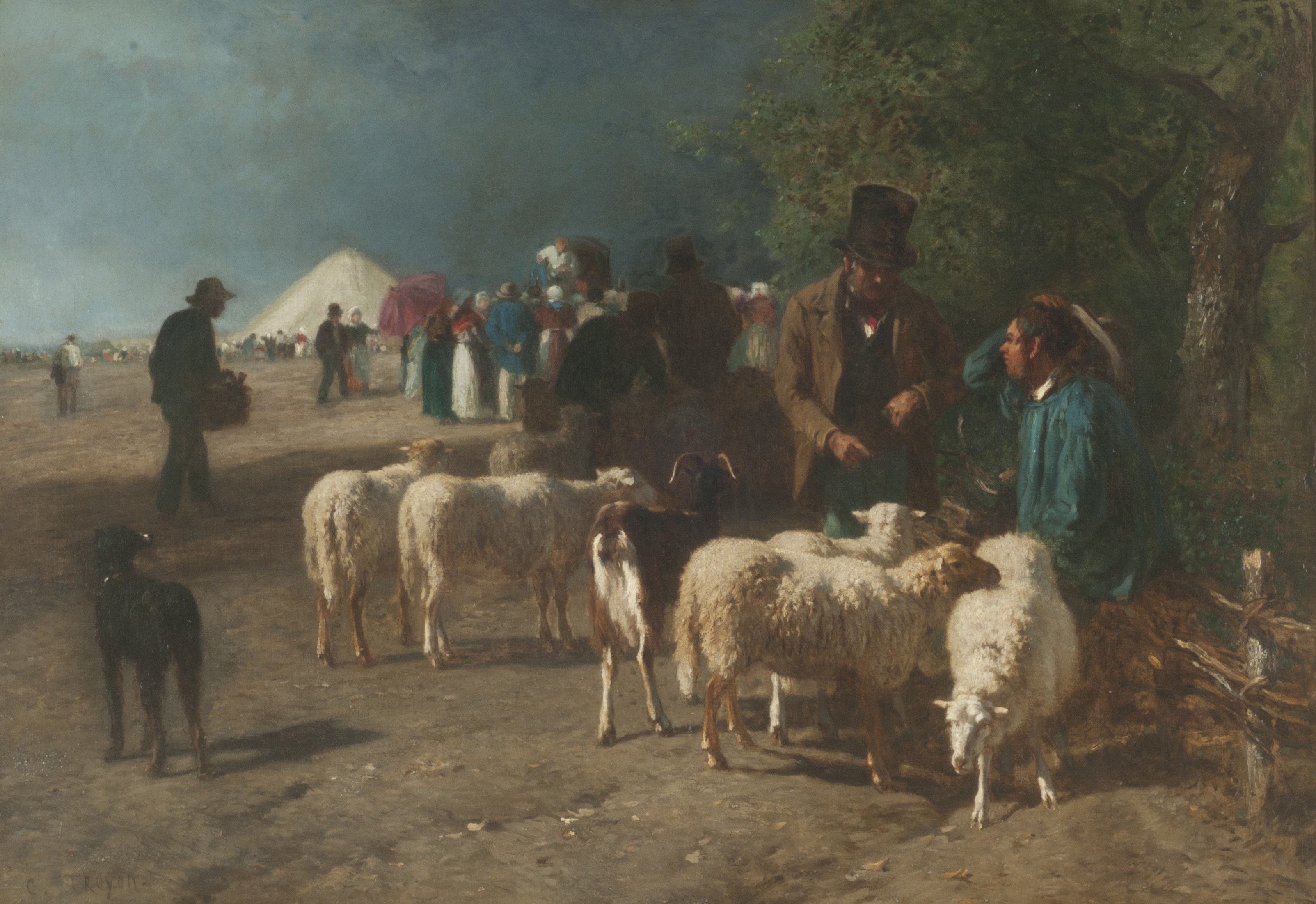
Un mercado de ovejas en Normandía.
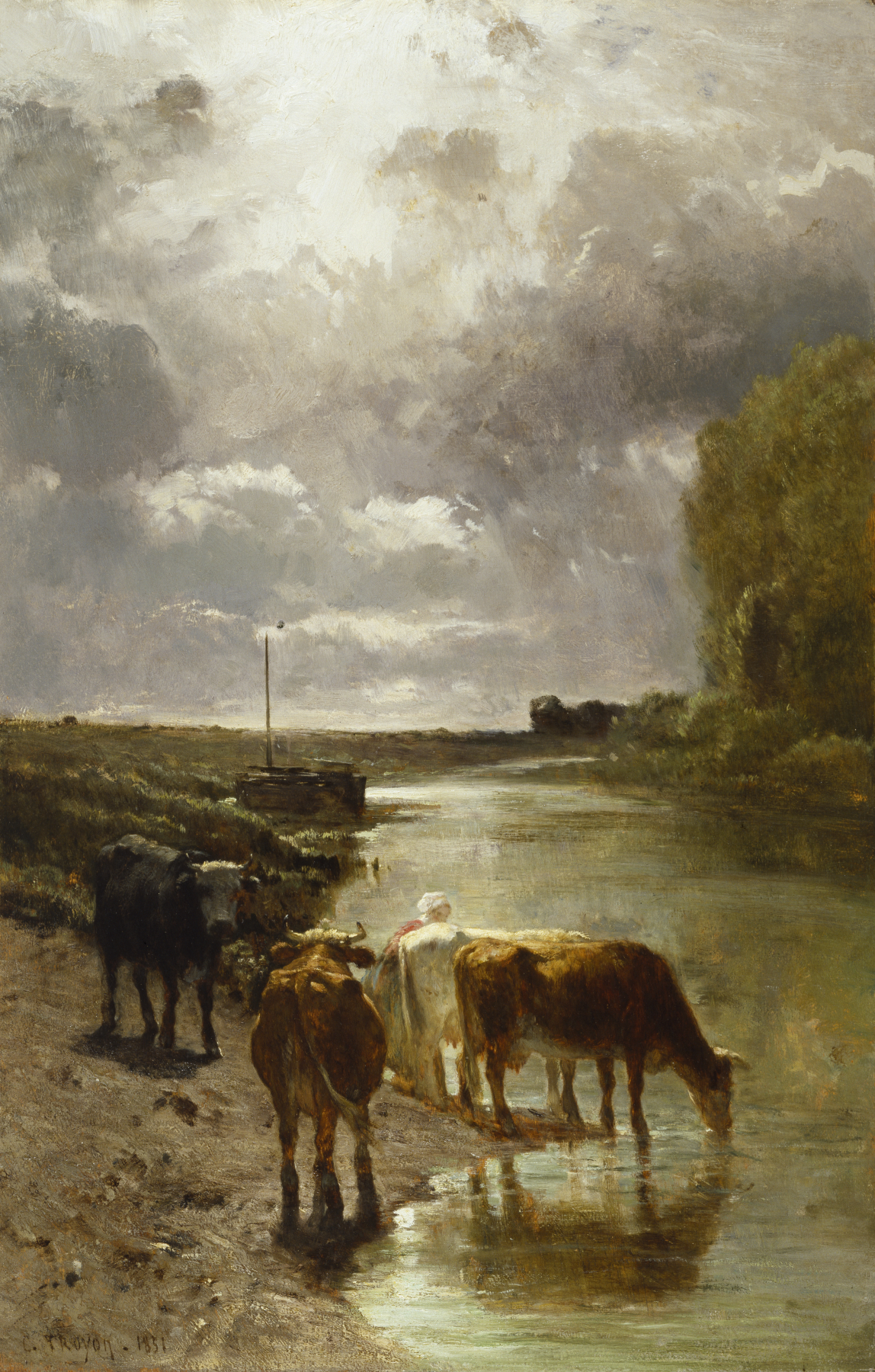
Ganado bebiendo.
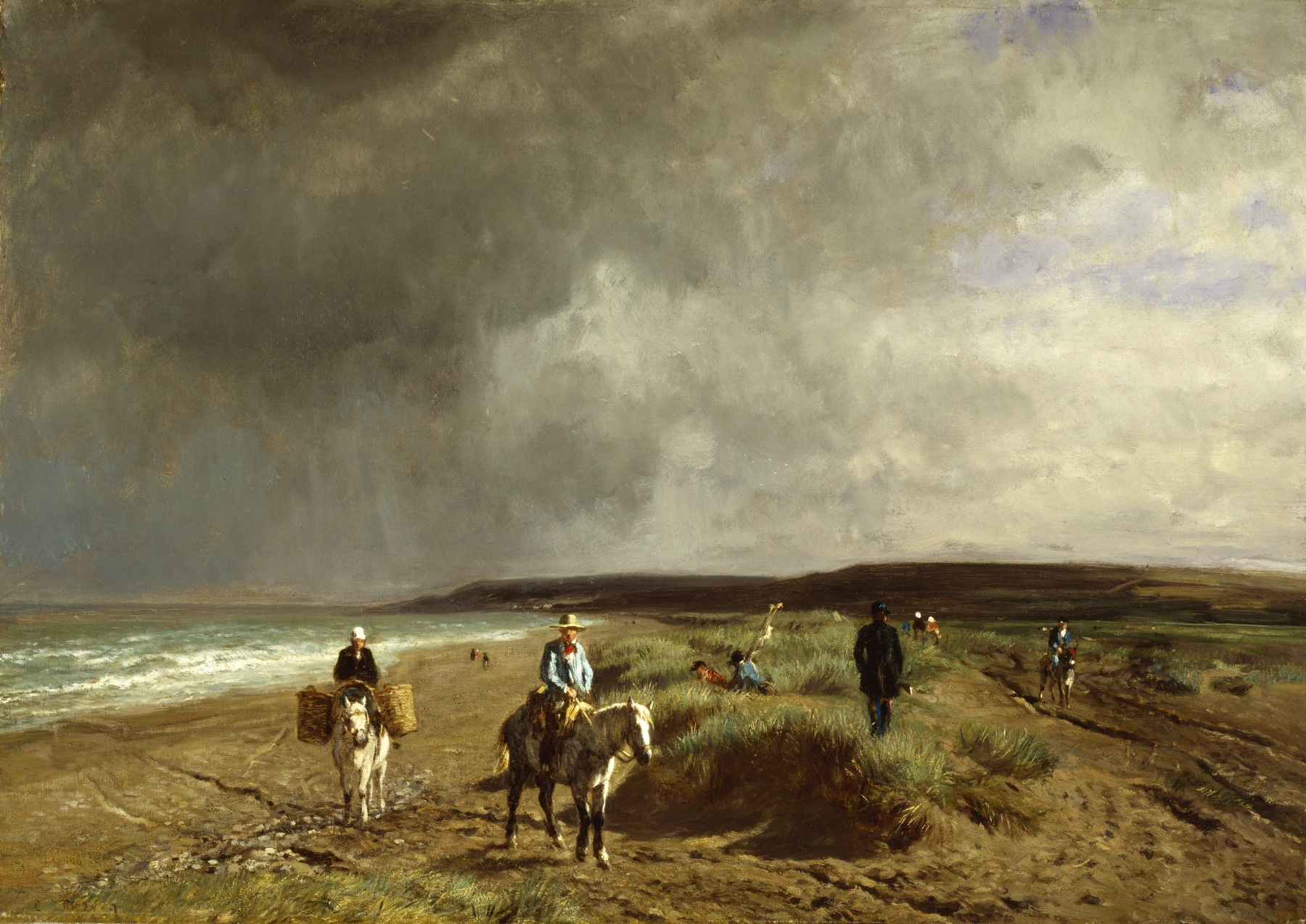
Costa cerca de Villers.